# Gian Luca Perici
Gian Luca Perici (Bassano del Grappa, 17 settembre 1964) è un arcivescovo cattolico e diplomatico italiano a servizio della Santa Sede, dal 5 giugno 2023 nunzio apostolico in Zambia e Malawi.

## Biografia

### Formazione e ministero sacerdotale
Ordinato diacono il 9 marzo 1991 e poi presbitero il 21 settembre 1991 dal vescovo Andrea Maria Erba, è incardinato nella sede suburbicaria di Velletri-Segni.
Ha conseguito la licenza in liturgia al Pontificio Istituto Liturgico del Pontificio ateneo Sant'Anselmo di Roma nel 1995 e, nel 2001 il dottorato in diritto canonico alla Pontificia università "San Tommaso d'Aquino", sempre a Roma. 
Dal 2016 è prelato d'onore di Sua Santità.
Entrato nel Servizio diplomatico della Santa Sede il 1º luglio 2001, ha prestato servizio come segretario presso le nunziature in Messico, dal 2001 al 2002, ad Haiti, dal 2002 al 2005, a Malta, dal 2005 al 2008, e in Angola, dal 2008 al 2011. Dal 2011 al 2015 è consigliere di nunziatura apostolica in Brasile, dal 2015 al 2018 in Svezia, dal 2018 al 2021 in Spagna, e dal 2021 al 2023 in Portogallo. 

### Ministero episcopale
Il 5 giugno 2023 papa Francesco lo ha nominato arcivescovo titolare di Bolsena e nunzio apostolico in Zambia e Malawi.
Il 15 luglio successivo ha ricevuto l'ordinazione episcopale, nella basilica di San Pietro in Vaticano, dal cardinale Pietro Parolin, segretario di Stato della Santa Sede, co-consacranti il cardinale Luis Antonio Tagle, pro-prefetto del Dicastero per l'evangelizzazione, e il vescovo di Velletri-Segni e di Frascati Stefano Russo.
Come motto episcopale ha scelto Sub Tuum Praesidium, titolo di un'antica antifona dedicata alla Madonna.

## Genealogia episcopale
La genealogia episcopale è:
- Cardinale Scipione Rebiba
- Cardinale Giulio Antonio Santori
- Cardinale Girolamo Bernerio, O.P.
- Arcivescovo Galeazzo Sanvitale
- Cardinale Ludovico Ludovisi
- Cardinale Luigi Caetani
- Cardinale Ulderico Carpegna
- Cardinale Paluzzo Paluzzi Altieri degli Albertoni
- Papa Benedetto XIII
- Papa Benedetto XIV
- Papa Clemente XIII
- Cardinale Bernardino Giraud
- Cardinale Alessandro Mattei
- Cardinale Pietro Francesco Galleffi
- Cardinale Giacomo Filippo Fransoni
- Cardinale Antonio Saverio De Luca
- Arcivescovo Gregor Leonhard Andreas von Scherr, O.S.B.
- Arcivescovo Friedrich von Schreiber
- Arcivescovo Franz Joseph von Stein
- Arcivescovo Joseph von Schork
- Vescovo Ferdinand von Schlör
- Arcivescovo Johann Jakob von Hauck
- Vescovo Ludwig Sebastian
- Cardinale Joseph Wendel
- Arcivescovo Josef Schneider
- Vescovo Josef Stangl
- Papa Benedetto XVI
- Cardinale Pietro Parolin
- Arcivescovo Gian Luca Perici